# Tongsa
Trongsa, autrefois appelée Tongsa, est une ville du Bhoutan située dans le district du même nom. En Dzongkha, Tongsa signifie : "nouveau village". Le premier temple de la ville a été bâti en 1543 par le lama Drupka.

## Trongsa Dzong
Trongsa Dzong, a été bâtie en 1644, c'est le siège du pouvoir de la dynastie Wangchuk, dirigeants du Bhoutan depuis 1907.